# Lumara González Aréchiga González
Lumara González Aréchiga González (Guadalajara, 1992) también conocida como Lumara, la bióloga, es una bióloga, divulgadora científica y comediante mexicana.
En 2023 recibió el Premio Estatal de Innovación, Ciencia y Tecnología en la categoría de divulgación por el proyecto Biología para públicos no especializados.

## Biografía
Desde pequeña sintió fascinación por los seres vivos pero fue al descubrir la biología y sus diversos objetos de estudió que se inclinó por esa rama de la ciencia. Estudió biología en el Centro Universitario de Ciencias Biológicas y Agropecuarias de la Universidad de Guadalajara.
Su incursión en la comedia no fue complicada pues declara pertenecer a una familia muy creativa y divertida. Era común que en las reuniones familiares, su padre y tíos hicieran chistes que entretenían a los invitados. El humor es una característica de su personalidad.
Además de sus presentaciones en los escenarios, Lumara es docente de secundaria y también colabora en distintos proyectos de divulgación de la ciencia.

## Divulgación científica
Fue en una de sus clases universitarias con el profesor José Luis Navarrete que aprendió de la comunicación de la ciencia. Entre los principios de esta labor, identificó la importancia de no desinformar y cautivar a la audiencia. Descubrir esta área de especialidad abrió su horizonte respecto a las oportunidades laborales que podría desempeñar una vez egresada de la universidad.
Se inscribió a un curso de stand up mientras realizó su servicio social en Querétaro. Identificó que al hacer comedia con temas científicos, la audiencia podría interesarse y acercarse a las ciencias con mayor comodidad.

### Lumara, la bióloga
Este es el nombre del personaje con el que la bióloga hace divulgación científica en formato de comedia. Comenzó esta labor en 2018 presentándose en diversos escenarios tanto de stand up como de micrófono abierto.
De manera paralela, documentó y registró curiosidades de los seres vivos y decidió subirlos a internet. Comenzó con videos de un minuto en Instagram, luego videos más largos en Facebook y finalmente creó un canal de YouTube en el que comparte contenido educativo. Fue así como logró ser reconocida entre la comunidad de EduTubers.
Este personaje mira su entorno desde el punto de vista de la biología. Así es como puede relacionar algunos problemas sociales con conceptos científicos. Se asegura de darle vuelta a los chistes recurrentes con una buena dosis de ciencia, además de brindar información verificada para evitar la desinformación.

## Premios y reconocimientos
- Premio Estatal de Innovación, Ciencia y Tecnología (2023)[2]